# Смілівський район
Смілівський райо́н — колишній район Роменської і Сумської округ, Чернігівської і Сумської областей.

## Історія
Утворений 7 березня 1923 року як Смілянський район з центром у с. Сміле у складі Роменської округи Полтавської губернії з Смілянської, Чернечо-Слобідської, Хустянської, Гринівської і Біживської волостей.
13 березня 1925 приєднані Хмелівська, Пекарівська, Владимирівська і Басівська сільради розформованого Хмелівського району.
13 червня 1930 Роменська округа ліквідована. Смілянський район приєднаний до Сумської округи.
Після ліквідації округ 15 вересня 1930 року райони передані в пряме підпорядкування УСРР.
3 лютого 1931 року Смілівський район розформований, територія перейшла до Недригайлівського району.
17 лютого 1935 року утворений знову в складі Чернігівської області. До складу району перейшли Смілівська, Басівська, Беседівська, Біжівська, Буриківська, Володимирівська, Гринівська, Маршалівська, Пекарівська, Протасівська, Сніжківська, Сулимівська, Томашівська, Хмелівська, Хрещатицька, Хустянська (Глушківська) та Чернечо-Слобідська сільські ради Недригайлівського району.
10 січня 1939 року перейшов до новоутвореної Сумської області.
7 червня 1957 року до району приєднані Жовтнева, Карабутівська, Кошарівська, Красненська, Михайло-Ганнівська, Шпотівська і Юр'ївська сільради розформованого Дубов'язівського району.
Розформований 1 червня 1960 року, територія перейшла до Роменського, Буринського, Недригайлівського і Конотопського районів.